# Василюк, Игорь Яковлевич
Игорь Яковлевич Василюк (20 августа 1961, Макеевка — 9 августа 2014) — советский и украинский футболист и игрок в мини-футбол, защитник.

## Биография
Начинал футбольную карьеру в коллективах физкультуры своего родного города и в дубле донецкого «Шахтёра». В соревнованиях мастеров дебютировал в 1980 году во второй лиге в составе черкасского «Днепра». В том же году был призван на военную службу, которую проходил в киевском СКА, в его составе сыграл один матч в первой лиге в 1981 году.
В 1981 году вернулся в «Шахтёр», но поначалу играл только за дубль. Часть сезона 1982 года провёл в команде «Фрунзенец» (Сумы). В основном составе «горняков» дебютировал 15 июня 1984 года в матче высшей лиги против киевского «Динамо», заменив на 83-й минуте Игоря Петрова. Всего в 1984 году отыграл за основу «Шахтёра» 5 матчей в высшей лиге, одну игру в Кубке СССР и оба матча на Кубок сезона, в последнем турнире стал победителем. До 1986 года продолжал выступать за дубль донецкой команды.
В начале сезона 1986 года перешёл в «Шахтёр» (Горловка), в его составе провёл два сезона во второй лиге. С 1988 года играл в соревнованиях КФК за «Уголёк» (Макеевка). После распада СССР выступал за «Уголёк» в соревнованиях по мини-футболу.
Скончался 9 августа 2014 года на 53-м году жизни.